# 佩德罗·特德·德洛尔卡
佩德罗·特德·德洛尔卡（西班牙語：Pedro Tedde de Lorca，1944年4月5日—2020年2月8日），西班牙经济史学家，西班牙皇家历史学院院士。

## 生平
1944年生于马拉加。1974年获马德里康普顿斯大学经济学博士学位。论文题目《王朝复辟时期的私人银行业与西班牙经济转型（1874-1914）》，导师贡萨洛·阿内斯。1971年至1982年，任马德里康普顿斯大学经济史助教授。1982年至1993年，任马拉加大学经济史教授。1993年至2014年，任CEU圣巴勃罗大学教授。2014年退休后任名誉教授。2017年当选西班牙皇家历史学院院士。
1972年至2014年，他对西班牙银行以及金融、货币等历史问题进行了系统研究。主要课题包括卡洛斯三世和卡洛斯四世统治时期的经济政策。
2020年2月8日在马德里病逝，终年75岁。